# Anja Goerz

Anja Goerz, 2018

Anja Goerz (* 22. April 1968 in Niebüll) ist eine deutsche Hörfunkmoderatorin und Autorin.

## Leben
Die gelernte Fotografin absolvierte 1989 ein Praktikum bei Radio Schleswig-Holstein (R.SH) in Kiel und wurde dort anschließend zur Redakteurin und Moderatorin ausgebildet (bei Hermann Stümpert und Ad Roland). Zunächst als Reporterin und Moderatorin im Tagesprogramm eingesetzt, übernahm Anja Goerz 1990 die Leitung des R.SH-Außenstudios in Heide (Holstein), das heute nicht mehr existiert. Ab 1992 moderierte sie die R.SH-Frühsendungen, u. a. gemeinsam mit Jörg Pilawa, Carsten Köthe, Volker Mittmann und Ralph Stölting.
1994 wechselte sie zu N-Joy in Hamburg, wo sie mit Thomas Bug und Jörg Thadeusz die Morning Shows moderierte. Ein Jahr später ging sie zurück nach Kiel, um als Chefin vom Dienst Radio Nora mit aufzubauen.
1998 übernahm Anja Goerz bei Sat.1 in Berlin die Leitung der Abteilung Radiopromotion und -marketing. 2001 verließ sie den Fernsehsender und wechselte in die Geschäftsführung der MedienKontor FFP Audio GmbH, die Content für verschiedene Radiosender herstellt. 2004 schließlich ging sie zurück zum Radio. Seitdem moderierte sie bei Radio Eins die Sendungen Eins am Vormittag, Eins am Abend, Eine Stunde Zeit (in Kooperation mit der Wochenzeitung Die Zeit bis Dezember 2011) sowie vertretungsweise Die Profis, Der Tag und Die Sonntagsfahrer mit Andreas Keßler. Am 9. Dezember 2016 moderierte Anja Goerz ihre letzte Sendung bei Radio Eins. Außerdem war Anja Goerz Moderatorin der wöchentlichen Sendung Lauschkultur beim Internetradio hörbuchFM. Von 2006 bis 2008 moderierte Anja Goerz außerdem bei NDR 2 diverse Sendungen am Abend und am Wochenende.
Seit dem 13. Januar 2014 moderiert Anja Goerz bei Bremen Zwei (ehemals Nordwestradio) im Wechsel mit Tom Grote die Frühsendung Der Morgen (vor der Umbenennung Der gute Morgen) und porträtiert in der Gesprächszeit prominente Persönlichkeiten.
Parallel ist Anja Goerz als Roman- und Sachbuchautorin tätig. Im Juni 2011 erschien ihr erster Roman Herz auf Sendung, im September 2012 der Roman Mein Leben in 80 B, beide im rororo-Verlag. Ebenfalls bei rororo erschien im Juni 2013 der Sammelband Darf’s ein bisschen Sommer sein?, in dem Anja Goerz mit anderen Autorinnen wie Mia Morgowski, Anne Hertz und Britta Sabbag Geschichten veröffentlichte. Ende März 2014 erschien bei books2read, einem neu gegründeten Verlag für elektronische Bücher, der Titel Der Ball ist rosa. In diesem Roman verarbeitet Anja Goerz das Outing des Ex-Nationalspielers Thomas Hitzlsperger in einer fiktiven Geschichte über einen homosexuellen Kicker in der Fußball-Bundesliga.
Am 1. April 2014 erschien im Deutschen Taschenbuch Verlag das Sachbuch Der Osten ist ein Gefühl in der Reihe dtv premium, für das Anja Goerz Gespräche mit Menschen aus der ehemaligen DDR geführt hat. Laut der Nachrichtenagentur dpa ist ihr damit „ein Plädoyer für mehr Toleranz“ gelungen. Der Osten ist ein Gefühl wurde in vierfacher Auflage gedruckt und war überdies Spiegel-Bestseller. Im 30. Jahr des Mauerfalls legte der Deutschen Taschenbuch Verlag das Buch 2019 – versehen mit einem neuen Titelbild und einem überarbeiteten Vorwort der Autorin – neu auf.
Am 7. April 2017 ist im Deutschen Taschenbuch Verlag der erste Thriller von Anja Goerz mit dem Titel Wenn ich Dich hole erschienen. Zeitgleich wurde das von Lotte Ohm  und Stefan Kaminski  eingesprochene Hörbuch, ebenfalls unter dem Titel Wenn ich Dich hole, im Der Audio Verlag veröffentlicht.
Im Oktober 2019 veröffentlichte Anja Goerz gemeinsam mit dem Hörspiel-Autor Eric Niemann beim Hörspiel-Anbieter Audible den ersten Teil (grün tot weiß) einer insgesamt vierteiligen Krimi-Hörspielreihe. Protagonisten sind die beiden Kommissare Herma Bahnen und Jan Tesdorp, sämtliche Fälle spielen in Schleswig-Holstein. Im Februar 2020 folgte der zweite Teil (einmal zweimal Mord).
Teil drei und vier sind ebenfalls bei audible erschienen.
Ihre Begeisterung für Literatur und ihre berufliche Profession führt Anja Goerz seit Januar 2019 in dem Podcast Die Schreibenden zusammen. Sie interviewt populäre Autoren, Musiker, Drehbuchautoren und Journalisten.
Seit Frühjahr 2020 spricht Goerz im Auftrag der Initiative Urheberrecht im Podcast Am Anfang war das Werk mit Kulturschaffenden unterschiedlicher Genres über die Umsetzung der EU-Urheberrechtsreform in deutsches Recht.
Für das Online-Frauenmagazin Palais F*luxx produziert und moderiert Anja Goerz seit 2021 im zweiwöchigen Rhythmus Palais F*luxx-Das Magazin den Podcast mit Frauen aus Politik, Wirtschaft, Gesellschaft und Kultur.
Gemeinsam mit dem Rechtsmediziner Michael Tsokos moderiert Anja Goerz seit Dezember 2021 den Podcast Die Zeichen des Todes, der auf der Podcast-Plattform Podimo abrufbar ist.
Im März 2023 erschien bei Ullstein mit Windstärke Tod der Auftakt zur neuen Reihe um die Wasserschutzpolizei Cuxhaven. Unter dem Pseudonym Bente Storm schreibt Anja Goerz diese Reihe ebenfalls mit Eric Niemann. Teil zwei war für das Frühjahr 2024 angekündigt.